# Рок против террора (сборник)
Рок против террора — концертный сборник, записанный во время благотворительного музыкального фестиваля «Рок против террора», который состоялся 6 апреля 1991 года в московском универсальном дворце спорта «Крылья Советов».

## Список композиций
1. «Мцыри» — Warning
2. «Ва-БанкЪ» — «На кухне»
3. «Чайф» — «Кот»
4. «Чайф» — «Поплачь о нём»
5. «Нюанс» — «Пир во время чумы»
6. Crossroads — «Сколько можно терпеть?»
7. «АукцЫон» — «Осколки»
8. «АукцЫон» — «Лети, лейтенант»
9. Bix[англ.] (Литва) — Sex Revolution
10. АВИА — «Пожар»
11. «Калинов мост» — «Даждо»
12. ДДТ — «В это»
13. ДДТ — «Террорист»
14. «Наутилус Помпилиус» — «Эти реки»
15. «Алиса» — «Всё в наших руках»
16. «Алиса» — «Чую гибель»
17. «Бригада С» — «Эксгибиционист»
18. «Бригада С» — «Дай мне руку»

## Варианты изданий
Сборник был издан в 1992 году на образованном на базе Культурного центра «Фили» независимом лейбле Feelee Records.

Всё писа́лось — концерт делался совместно с телекомпанией «ВИD» — и пришло время выпускать винил. Где? С кем? Это и был повод создать фирму грамзаписи.— Игорь Тонких
| Дата релиза | Лейбл          | Формат | Кат. №      |
| ----------- | -------------- | ------ | ----------- |
| 1992        | Feelee Records | 2xLP   | FL3 002/003 |

## Интересные факты
- На баррикадах перед Домом Советов Гарик Сукачёв организовал бесплатную раздачу пластинок «Рок против террора»[2].